# Izocianátok

Az izocianát funkciós csoport

Az izocianát csoport a –N=C=O funkciós csoport – nem keverendő össze a cianát (–O–C≡N), fulminát(en) (R–CN–O) vagy izocianid (R–N≡C) funkciós csoportokkal. Az izocianát csoportot tartalmazó szerves vegyületeket röviden izocianátoknak is nevezik. Az izocianátokban több izocianát csoport is előfordulhat, a két izocianát csoportot tartalmazó vegyületek neve diizocianát. A diizocianátokat a többértékű alkoholokkal együtt a poliuretánok előállításához használják fel.

## Kémiai tulajdonságai
Az izocianátcsoport a hidroxilcsoporttal reagálva uretán (karbamát) kötést hoz létre. Ha diizocianát két vagy több hidroxilcsoportot tartalmazó vegyülettel (poliollal) reagál, akkor hosszú polimer láncok, poliuretánok keletkeznek.
Az izocianátcsoport reagál aminokkal is. A diizocianátok és a két vagy több amincsoportot tartalmazó vegyületekből hosszú polimer láncok, polikarbamidok keletkeznek.
Az izocianátok önmagukkal is reagálhatnak. Az alifás diizocianátok trimereket képezhetnek, ezeket biureteknek hívják.
Az izocianátcsoport vízzel reagál, melynek során szén-dioxid (CO2) keletkezik. A szén-dioxidot (in situ) habosítóként használják poliuretánhabok gyártásánál.
Az izocianátok a Hofmann-lebontás köztitermékei. Ebben a reakcióban primer amidból hipohalogenit, például nátrium-hipobromit hatására izocianát közbenső termék keletkezik, melyből aztán vizes hidrolízis hatására a megfelelő primer amin képződik.

## Fontos vegyületek

Metilén-difenil-4,4'-diizocianát (MDI)
A gyűrű atomjainak számozását a kék számok jelölik

Iparilag fontos monofunkciós izocianát a metil-izocianát (MIC), melyet peszticidek gyártása során használnak fel.
2000-ben a diizocianátok világpiaci mennyisége 4,4 millió tonna volt, ennek 61,3%-a metilén-difenil-diizocianát (MDI), 34,1%-a toloul-diizocianát (TDI), 3,4%-a hexametilén-diizocianát (HDI) és izoforon-diizocianát (IPDI), a többi vegyület részesedése összesen csak 1,2%-ot tett ki.
Minden nagyobb MDI és TDI előállító az International Isocyanate Institute tagja, melynek célja az MDI és TDI biztonságos kezelésének támogatása a munkahelyre, közösségre és a környezetre való tekintettel.

## Veszélyek
Az izocianátok vízzel reagálnak, és érzékenyítőanyagként vannak besorolva. Porlasztva, 46 °C fölé melegítve, valamint a folyadék vagy elreagálatlan szilárd anyag közvetlenül a bőrre kerülve embereknél fokozott érzékenységet okozhat. Ismételt érintkezés esetén, vagy azoknál, akik már eleve érzékenyek a vegyszerekre, az érzékenység további fokozódása jelentkezhet, ami túlérzékenységet eredményezhet. Az izocianátok általában 100%-ban szilárdak (nem illékonyak), és nagyon alacsony a gőznyomásuk, így szobahőmérsékleten nincs vagy minimális mennyiségű gőzük van.

## Lásd még
- Izotiocianát

## Fordítás
Ez a szócikk részben vagy egészben a Isocyanate című angol Wikipédia-szócikk ezen változatának fordításán alapul.  Az eredeti cikk szerkesztőit annak laptörténete sorolja fel. Ez a jelzés csupán a megfogalmazás eredetét és a szerzői jogokat jelzi, nem szolgál a cikkben szereplő információk forrásmegjelöléseként.

## Külső hivatkozások
- NIOSH Safety and Health Topic: Isocyanates, from the website of the National Institute for Occupational Safety and Health (NIOSH)
- Health and Safety Executive, website of the UK Health and Safety Executive, useful search terms on this site — isocyanates, MVR, asthma
- International Isocyanate Institute
- MUNKABALESETEK ÉS FOGLALKOZÁSI MEGBETEGEDÉSEK Izocianát okozta asztma kockázatértékelése